# Mary Anne Barkhouse
Mary Anne Barkhouse (née en 1961) est une bijoutière et une sculptrice résidant à Haliburton, Ontario, Canada. Elle appartient à la bande Nimpkish de la Première Nation Kwakiutl. 

## Enfance et éducation
Barkhouse est née à Vancouver, en Colombie-Britannique, en 1961. Elle est liée à plusieurs artistes notables de la tradition artistique kwakwaka'wakw, notamment Ellen Neel, Mungo Martin et Charlie James. Elle était aussi une élève de la forgeronne Lois Betteridge .  Dans les années 1980, Barkhouse jouait de la basse avec le groupe punk The Restless Virgins, originaire d'Ottawa, Ontario.

## Carrière
Depuis le début de sa carrière professionnelle dans les années 1990, les œuvres de Barkhouse mettent en lumière les préoccupations environnementales et autochtones à travers le prisme de récits personnels et collectifs. Dans ses œuvres, elle  utilise régulièrement une imagerie ou des métaphores animales.
Harvest, une œuvre achevée en 2009, constitue une étape importante dans le cheminement professionnel de Barkhouse. La sculpture, produite à partir de techniques mixtes, a été créée pour l'exposition The Muhheakantuck in Focus 2009 à Wave Hill, dans le Bronx, NY. Les noms des groupes autochtones de la vallée de l'Hudson sont inscrits sur des objets en porcelaine, disposés sur une table de style européen. Un coyote en bronze tire sur la nappe, donnant l’impression que le service de table risque de se fracasser sur le sol. La pièce a ensuite été achetée par le Musée des beaux-arts du Canada et a été présentée dans différentes expositions itinérantes. 
Après s'être séparée de son ancien partenaire, l'artiste ojibwe Michael Belmore, elle a tout de même continué à travailler avec lui sur différents projets artistiques, notamment l'installation publique Echo à Toronto. 
Barkhouse est membre de l'Académie royale des arts du Canada . 

### Sculptures publiques et installations

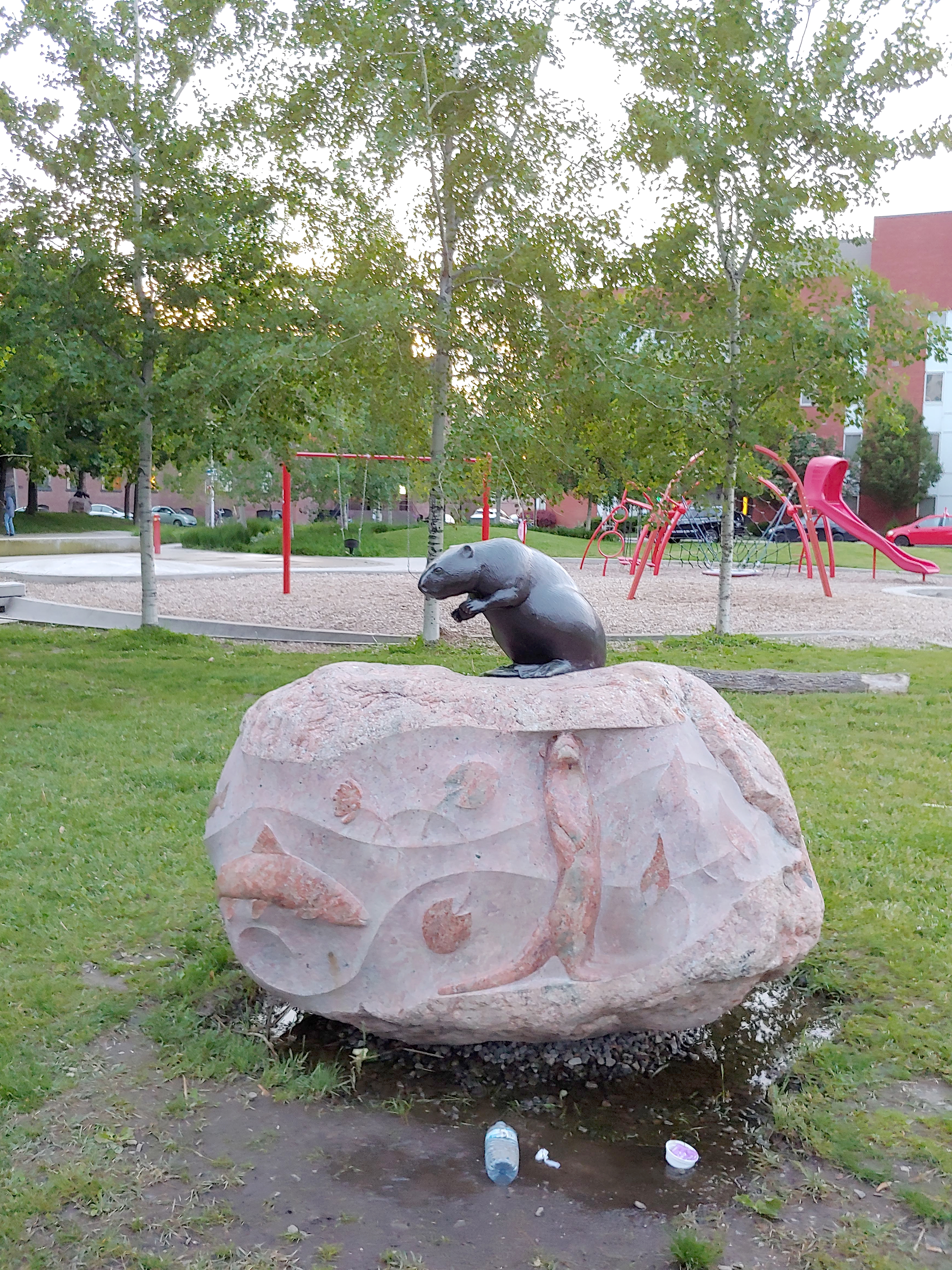
Sculpture de castor, faisant partie dÉcho. Joel Weeks Park, Toronto

Barkhouse a une vaste pratique de sculpture publique. Certaines de ses œuvres permanentes sont installées dans des endroits publics urbains ou des institutions, notamment à la galerie d'art de Thunder Bay, à l'Université Western Ontario à London, au sein de la collection McMichael d'art canadien, à la galerie Robert McLaughlin à Oshawa, au Macdonald Stewart Art Centre à Guelph et au Millennium Walkway à Peterborough, en Ontario. 
Une des premières installations importantes de Barkhouse est Lichen, une collaboration avec Michael Belmore. Installé à la McMichael Gallery de Vaughan, en Ontario, en 1998, elle comprend plusieurs sculptures de loups en bronze et un abri de transit avec une affiche représentant un corbeau. 
En 2012, le Musée d'art de l'Université McMaster à Hamilton, en Ontario, a installé en permanence Covenant, une sculpture de deux coyotes se rencontrant. 
En 2013, le Musée canadien de l'histoire a installé ' namaxsala (Voyager ensemble dans un bateau), une sculpture en bronze et en cuivre représentant un loup dans un canot fixant la colline du Parlement de l'autre côté de la rivière des Outaouais. L'œuvre s'inspire d'une histoire racontée à Belmore par son grand-père.
Echo, installé en 2015 dans le parc Joel Weeks à Toronto, présente trois sculptures en bronze distinctes. Elle se compose de quatre écureuils vénérant un gland de chêne, un castor et un renard.

### Expositions
En 2017, le Centre des arts Koffler de Toronto organisa une grande exposition solo d'œuvres passées et nouvelles, nommée Mary Anne Barkhouse : Le rêve aux loups et commissariée par Jennifer Rudder . Après l'ajout d'œuvres supplémentaires, l'exposition a aussi été présentée à la Esker Foundation à Calgary, en Alberta. Elle comprenait des pièces majeures telles que Harvest, des œuvres précédemment incluses dans des expositions collectives telles que Red Rover - de l'exposition Land Marks, organisée en 2014 par la Thames Art Gallery - ainsi que de nouvelles œuvres illustrant les développements esthétiques et conceptuels dans ces œuvres. 
Red Rover, l'une des œuvres majeures de Barkhouse exposée dans cette exposition, poursuit les explorations sur les thèmes visuels des loups et des caniches déjà enclenchées dans May Contain Wolf, sa contribution à l'exposition What is Land de 2012 au Tree Museum de Gravenhurst, en Ontario. 
En 2005, Barkhouse et Belmore ont présenté leurs œuvres collaboratives dans l'exposition Sanctuary, à l' Art Gallery of Peterborough, en Ontario. Elle a ensuite été présentée à la Tom Thompson Memorial Gallery à Owen Sound, en Ontario. 

#### Sélection d'œuvres et d'expositions
- Reins of Chaos, 2014, Norfolk Arts Centre, Simcoe, Ontario.
- Facing the animal, 2012, Julie Andreyev, Bill Burns et Mary Anne Barkhouse, Vancouver, C.-B.
- Close Encounters : The Next 400 Years, 2011, exposition de groupe regroupant des œuvres de 33 artistes autochtones du Canada, des États-Unis, d'Australie, de Nouvelle-Zélande (Aoteara), de Finlande et du Brésil, au centre d'artistes Plug IN ICA à Winnipeg, Manitoba[16].
- Boreal Baroque, Mary Anne Barkhouse, 2009, Espanade Art Gallery, Medicine Hat, Alberta[17].
- Beaver Tales: Canadian Art and Design, 2008, Toronto Art Centre, Toronto, Ontario.
- Early Morning Wolf Stretching Exercises(1993) "Multiplicity: A New Cultural Strategy." Museum of Anthropology at UBC, Vancouver, Colombie-Britannique, Canada[3].

### Collections privées
Le travail de Barkhouse fait partie des collections du Musée des beaux-arts du Canada (Harvest, 2009 et Sovereign, 2007), de la Mendel Art Gallery, de la Mackenzie Art Gallery, de la Banque d'art du Conseil des arts du Canada, du UBC Museum of Anthropology, du Macdonald Stewart Art Center, du Banff Centre for Arts and Creativity (en), des archives publiques de l’Ontario ( Persevere, 2006) et de la collection du ministère des Affaires indiennes et du Nord canadien. 